# George Nichols
George Nichols (Rockford, oktober 1864 – Hollywood, 20 september 1927) was een Amerikaans acteur en filmregisseur.

## Biografie
George Nichols werd in 1864 als George Nicholls geboren in Rockford (Illinois). Hij acteerde in 221 films tussen 1908 en 1928 en regisseerde 103 films tussen 1911 en 1916. Hij begon als toneelacteur in San Francisco en Chicago alvorens hij bij de film begon in 1908 bij Biograph Studios om vervolgens in 1911-1912 acteur-regisseur te worden bij de Thanhouser Film Corporation. Later werkte hij onder meer voor Keystone Studios, L-KO Kompany en Universal Pictures. George Nichols was van 1896 tot aan zijn dood in 1927 gehuwd met de actrice Mary Viola Alberti en samen hadden ze een zoon, George Nichols Jr.

## Filmografie

### Als acteur
- Behind the Scenes (1908)
- The Heart of O'Yama (1908)
- A Smoked Husband (1908)
- The Pirate's Gold (1908)
- The Hessian Renegades (1909)
- The Death Disc: A Story of the Cromwellian Period (1909)
- The Red Man's View (1909)
- In Little Italy (1909)
- To Save Her Soul (1909)
- The Day After (1909)
- The Rocky Road (1910)
- The Two Brothers (1910)
- The Unchanging Sea (1910)
- What the Daisy Said (1910)
- A Flash of Light (1910)
- Heart Beats of Long Ago (1911)
- What Shall We Do with Our Old? (1911)
- The Lily of the Tenements (1911)
- The Lonedale Operator (1911)
- Enoch Arden (1911)
- Fighting Blood (1911)
- Two Daughters of Eve (1912)
- Heredity (1912)
- The Unwelcome Guest (1913)
- A Little Hero (1913)
- Some Nerve (1913)
- The Under-Sheriff (1914)
- A Flirt's Mistake (1914)
- In the Clutches of the Gang (1914)
- Mickey (1918)
- A Romance of Happy Valley (1919)
- The Turn in the Road (1919)
- When Doctors Disagree (1919)
- The Greatest Question (1919)
- Victory (1919)
- The Family Honor (1920)
- The Queen of Sheba (1921)
- The Fox (1921)
- Molly O' (1921)
- The Flirt (1922)
- The Ghost Patrol (1923)
- The Phantom Fortune (1923)
- The Extra Girl (1923)
- The Red Lily (1924)
- The Silent Watcher (1924)
- Proud Flesh (1925)
- The Light of Western Stars (1925)
- The Goose Woman (1925)
- Flames (1926)
- Gigolo (1926)
- The Wedding March (1928)

### Als regisseur
- The Higher Law (1911)
- Nicholas Nickelby
- The Cry of the Children (1912)
- A Little Hero (1913)
- Fatty at San Diego (1913)
- Wine (1913)
- Fatty Joins the Force (1913)
- A Ride for a Bride (1913)
- Fatty's Flirtation (1913)
- His Sister's Kids (1913)
- He Would a Hunting Go (1913)
- The Under-Sheriff (1914)
- A Flirt's Mistake (1914)
- In the Clutches of the Gang (1914)
- Rebecca's Wedding Day (1914)
- A Robust Romeo (1914)
- Twixt Love and Fire (1914)
- A Film Johnnie (1914)
- His Favourite Pastime (1914)
- Cruel, Cruel Love (1914)
- The Star Boarder (1914)